# Austroencyrtus
Austroencyrtus är ett släkte av steklar. Austroencyrtus ingår i familjen sköldlussteklar.
Kladogram enligt Catalogue of Life:
| Austroencyrtus | \| \| Austroencyrtus annulicornis \| \| \| \| \| \| Austroencyrtus ceresii \| \| \| \| \| \| Austroencyrtus voltai \| \| \| \| |
|                | \| \| Austroencyrtus annulicornis \| \| \| \| \| \| Austroencyrtus ceresii \| \| \| \| \| \| Austroencyrtus voltai \| \| \| \| |
|                | Austroencyrtus annulicornis |
|                | |
|                | Austroencyrtus ceresii |
|                | |
|                | Austroencyrtus voltai |
|                | |